# Architecture à Maurice
 (décembre 2021).
La mise en forme du texte ne suit pas les recommandations de Wikipédia : il faut le « wikifier ».
Les points d'amélioration suivants sont les cas les plus fréquents :
- Les titres sont pré-formatés par le logiciel. Ils ne sont ni en capitales, ni en gras.
- Le texte ne doit pas être écrit en capitales (les noms de famille non plus), ni en gras, ni en italique, ni en « petit »…
- Le gras n'est utilisé que pour surligner le titre de l'article dans l'introduction, une seule fois.
- L'italique est rarement utilisé : mots en langue étrangère, titres d'œuvres, noms de bateaux, etc.
- Les citations ne sont pas en italique mais en corps de texte normal. Elles sont entourées par des guillemets français : « et ».
- Les listes à puces sont à éviter, des paragraphes rédigés étant largement préférés. Les tableaux sont à réserver à la présentation de données structurées (résultats, etc.).
- Les appels de note de bas de page (petits chiffres en exposant, introduits par l'outil «  Source ») sont à placer entre la fin de phrase et le point final[comme ça].
- Les liens internes (vers d'autres articles de Wikipédia) sont à choisir avec parcimonie. Créez des liens vers des articles approfondissant le sujet. Les termes génériques sans rapport avec le sujet sont à éviter, ainsi que les répétitions de liens vers un même terme.
- Les liens externes sont à placer uniquement dans une section « Liens externes », à la fin de l'article. Ces liens sont à choisir avec parcimonie suivant les règles définies. Si un lien sert de source à l'article, son insertion dans le texte est à faire par les notes de bas de page.
- La présentation des références doit suivre les conventions bibliographiques. Il est recommandé d'utiliser les modèles {{Ouvrage}}, {{Chapitre}}, {{Article}}, {{Lien web}} et/ou {{Bibliographie}}. Le mode d'édition visuel peut mettre en forme automatiquement les références.
- Insérer une infobox (cadre d'informations à droite) n'est pas obligatoire pour parachever la mise en page.

Pour une aide détaillée, merci de consulter Aide:Wikification.
Si vous pensez que ces points ont été résolus, vous pouvez retirer ce bandeau et améliorer la mise en forme d'un autre article.
 (décembre 2021).
 (décembre 2021).

## Architecture
L'architecture distinctive de l’île Maurice reflète l'histoire de la nation insulaire en tant que base commerciale coloniale reliant l'Europe à l'Est. Les styles et les formes introduits par les empires coloniaux hollandais, français et britanniques à partir du XVIIe siècle, mélangés à des influences de l'Inde et de l'Afrique de l'Est, ont abouti à une architecture hybride unique d'importance historique, sociale et artistique internationale. Les structures mauriciennes présentent une variété de conceptions, de matériaux et d'éléments décoratifs uniques au pays et informent à propos le contexte historique de l'océan Indien et du colonialisme européen.
Des décennies de changements politiques, sociaux et économiques ont entraîné la destruction systématique du patrimoine architectural mauricien. Entre 1960 et 1980, les demeures historiques des hauteurs de l'île, appelées localement campagnes, ont disparu à un rythme alarmant. Les années plus récentes ont vu la démolition de plantations, de résidences et de bâtiments municipaux au fur et à mesure qu'ils étaient défrichés ou rénovés de manière drastique pour de nouveaux développements au service d'une industrie touristique en expansion. La capitale de Port-Louis est restée relativement inchangée jusqu'au milieu des années 1990, mais reflète aujourd'hui les dommages irréversibles qui ont été infligés à son patrimoine bâti. La valeur croissante des terres est opposée à la valeur culturelle des structures historiques à Maurice, tandis que les coûts d'entretien prohibitifs et le déclin constant des compétences de construction traditionnelles rendent plus difficile l'investissement dans la préservation.
La population en général vivait historiquement dans ce qu'on appelle des maisons créoles.